# Сабо, Ник
Ник Сабо (англ. Nick Szabo) — учёный в области информатики, криптографии, а также в области права, известный в связи с исследованиями в области умных контрактов и криптовалюты. Окончил Вашингтонский университет в 1989 году с дипломом по информатике (computer science). Имеет звание почётного профессора в Universidad Francisco Marroquín.

## Цифровое золото (Bit Gold)
В 1998 году Сабо разработал алгоритм децентрализованной цифровой валюты, которую он назвал цифровым золотом (bit gold). Эта идея не была реализована на практике, но была названа «непосредственным предшественником архитектуры Биткойн».
Согласно алгоритму bit gold, участники сети вкладывают свои вычислительные ресурсы для решения криптографической задачи. Найденные решения распространяются по сети bit gold, включаются в открытый реестр транзакций и привязываются к открытому ключу участника, решившего задачу. Каждое решение становится частью следующей задачи, создавая таким образом растущую цепочку. Это свойство системы даёт возможность проверять транзакции и проставлять временные отметки, так как участники не могут начать работу над новой задачей, пока большинство не согласится принять решение предыдущей. Открытый реестр транзакций обладает определённым свойством надёжности в условиях недоверия сторон, которое рассматривается в рамках так называемой задачи византийских генералов.
Проектируя систему электронных денег, неизбежно приходится решать проблему двойного расходования. Данные могут быть легко скопированы. В большинстве систем эта проблема решается путём передачи какой-то части контроля над системой центральному авторитету, который ведёт учёт состояния счетов участников. Это решение было неприемлемо для Сабо: «Я старался воспроизвести, насколько это возможно в киберпространстве, характеристики безопасности и доверия как у золота, главным образом отсутствие необходимости в центральном доверенном лице».
Утверждал, что минимальный размер микроплатежей определяется не столько технологией, сколько умственными усилиями, необходимыми для оценки продукта и принятия решения, или, по его словам, «умственной стоимостью транзакций».

## Связь с Биткойном
В 2008 году некто, известный под именем Сатоси Накамото (англ. Satoshi Nakamoto), опубликовал описание системы Биткойн. Личность Накамото остаётся загадкой, что привело к появлению догадок и длинного списка людей, подозреваемых в том, что они являются Накамото. Сабо находится в этом списке, несмотря на его отрицание.
Расследование, проведённое писателем в области финансов Домиником Фрисби (англ. Dominic Frisby), обнаружило косвенные свидетельства, но, как он сам признал, нет доказательства, что Сабо является Сатоси. Выступая по телевидению, он сказал: «Я пришёл к выводу, что во всём мире есть только один человек, который обладает такой широтой таких специфических знаний, и это он…». В июле 2014 года Сабо написал в электронном письме Фрисби: «Спасибо, что сообщили мне. Боюсь, что вы ошибаетесь выявляя меня как Сатоси, но я к этому привык».
Натаниэль Поппер (англ. Nathaniel Popper) писал в The New York Times, что «наиболее убедительные свидетельства указывают на затворнического американца венгерского происхождения по имени Ник Сабо». В 2008 году перед публикацией биткойна Сабо написал комментарий в своём блоге о намерении воплотить в жизнь свою гипотетическую валюту.

## Связь с Ethereum
«Ethereum обладает огромным потенциалом, в то время как Биткойн никогда не сделает ничего хорошего, кроме внедрения валюты».
Умные контракты — это основные системные блоки приложений Ethereum. Понятие умный контракт было разработано Сабо с целью использования развитых методов договорного права в протоколах электронной коммерции в Интернете.
В 1994 году он написал введение в концепт, а в 1996 году — объяснение того, что умные контракты могли бы делать. Ник Сабо предвидел цифровую торговую площадку, построенную на этих автоматических и криптографически защищенных процессах. Место, в котором транзакции и бизнес-процессы смогут совершаться без проверяющих посредников, которым нужно доверять. Умные контракты в Ethereum претворили это в жизнь.
В 2015 году, в сети Ethereum, одна из дробных частей токена ether была названа szabo. Также в этом году он выступал как один из спикеров на конференции разработчиков Ethereum Devcon 1 в Лондоне. Принимал участие в разработке технологического стека Ethereum.